# Comuna Bradu, Argeș
Bradu (în trecut, Bradu-Geamăna și Bradurile) este o comună în județul Argeș, Muntenia, România, formată din satele Bradu (reședința) și Geamăna.

## Așezare
Comuna se află în centrul județului, pe malul drept al Argeșului, în zona izvoarelor Neajlovului, în vecinătatea sudică a municipiului Pitești. Prin comună trece șoseaua națională DN65B, un drum secundar care face pe teritoriul comunei legătura între autostrada A1 și șoseaua națională DN65, care leagă Piteștiul de Slatina. În satul Geamăna, DN65B are o intersecție denivelată cu șoseaua județeană DJ659 (unul dintre cele două drumuri care o leagă de Pitești, acesta terminându-se acolo în DN65), care duce spre sud la Suseni, Rociu, Negrași, Mozăceni, Slobozia, Ștefan cel Mare, mai departe în județul Dâmbovița la Șelaru.

## Sit arheologic
Existența anterioară a unei comunități umane pe teritoriul actual al comunei Bradu este atestată prin uneltele din silex aparținând culturii de prund atribuite tipologic perioadei paleoliticului inferior.

## Toponimie
Bradu - toponim topografic, relevând raportarea așezării față de un brad izolat, care constituia un reper în aria localității. 
Geamăna - toponim format pe baza apelativului geamăn, confirmând similitudini evidente cu o așezare învecinată.

## Specific etnocultural
Arhitectura populară tradițională este ilustrată prin construcții de locuit din cărămidă supraînălțate pe temelie din piatră. Planul este cvasigeneralizat, alcătuit din tindă centrală cu acces în camerele laterale. Tinda era prevăzută, în prima jumătate a secolului al XIX-lea, cu o vatră cu corlată. Accesul în tindă se efectua de pe o sală cu stâlpi de lemn, prezentând ample decorații traforate la balustradă și foișor.
Portul popular este caracteristici zonei sudice a județului Argeș.
În domeniul artei populare, s-a distins, în fazele finale ale concursurilor naționale organizate în perioada anilor 1956-2006, creatoarea Vochin Maria din Bradu care a obținut premii ori mențiuni pentru confecționarea costumelor populare.
Din amplul repertoriu al folclorului coregrafic zonal, elemente de particularizare locală prezintă dansurile: Băluța, Brâul pe 6, Bugheanul, Călușul, Chindia, Hora Badii, Hora Dumitrii, Hora lui 22, Hora mare, Hora-n bătaie, Hora Nuții, Joiana, Murgulețul, Sârba lui 22, Ungureasca.

## Demografie
Componența etnică a comunei Bradu
     Români (90,79%)
     Alte etnii (0,98%)
     Necunoscută (8,23%)
Componența confesională a comunei Bradu
     Ortodocși (89,5%)
     Alte religii (0,89%)
     Necunoscută (9,61%)
Conform recensământului efectuat în 2021, populația comunei Bradu se ridică la 10.032 de locuitori, în creștere față de recensământul anterior din 2011, când fuseseră înregistrați 7.130 de locuitori. Majoritatea locuitorilor sunt români (90,79%), iar pentru 8,23% nu se cunoaște apartenența etnică. Din punct de vedere confesional, majoritatea locuitorilor sunt ortodocși (89,5%), iar pentru 9,61% nu se cunoaște apartenența confesională.

## Politică și administrație
Comuna Bradu este administrată de un primar și un consiliu local compus din 15 consilieri. Primarul, Dănuț-Trandafir Stroe[*], de la Partidul Social Democrat, este în funcție din 2016. Începând cu alegerile locale din 2024, consiliul local are următoarea componență pe partide politice:
|  | Partid                          | Consilieri | Componența Consiliului | Componența Consiliului | Componența Consiliului | Componența Consiliului | Componența Consiliului | Componența Consiliului | Componența Consiliului | Componența Consiliului | Componența Consiliului | Componența Consiliului |
|  | ------------------------------- | ---------- | ---------------------- | ---------------------- | ---------------------- | ---------------------- | ---------------------- | ---------------------- | ---------------------- | ---------------------- | ---------------------- | ---------------------- |
|  | Partidul Social Democrat        | 10         |                        |                        |                        |                        |                        |                        |                        |                        |                        |                        |
|  | Partidul Național Liberal       | 2          |                        |                        |                        |                        |                        |                        |                        |                        |                        |                        |
|  | Alianța pentru Unirea Românilor | 2          |                        |                        |                        |                        |                        |                        |                        |                        |                        |                        |
|  | Uniunea Salvați România         | 1          |                        |                        |                        |                        |                        |                        |                        |                        |                        |                        |

## Istorie
La sfârșitul secolului al XIX-lea, comuna purta denumirea de Bradu-Geamăna, făcea parte din plasa Pitești a județului Argeș și era formată din satele Bradu, Geamăna și Vătășești, având în total 1273 de locuitori. Funcționau în comună trei biserici și o școală primară rurală. Anuarul Socec din 1925 o consemnează sub denumirea de Bradurile în plasa Bascov a aceluiași județ, având 2402 locuitori în satele Bradu de Jos și Bradu de Sus.
În 1950, a fost transferată orașului regional Pitești, reședința regiunii Argeș. În 1968, în urma unei reorganizări administrative, a devenit comună suburbană a municipiului Pitești, tot atunci satele Bradu de Jos și Bradu de Sus fiind comasate și formând satul Bradu. În 1989, s-a renunțat la conceptul de comună suburbană, comuna fiind subordonată direct județului Argeș.

## Patrimoniul cultural-istoric
Biserica Bradu de Sus (1885) a fost ctitorită de familia Apostolescu și obștea satului. Intervenții de restaurare au vizat deschiderea turlei (1929), repararea șarpantei și învelirea cu tablă (1964). Pictura murală a fost executată de Gheorghe Stoenescu (1885) care prezintă, în tablourile votive, familia ctitorilor Apostolescu (Badea, Oprea cu soția, Aga și fiica, Dumitra) în costume naționale. 
Biserica Geamăna a fost ctitorită de obștea satului Geamăna. Intervențiile de restaurare au vizat închiderea pridvorului (1958). Pictura murală a fost executată de Gheorghe Stoenescu cu fiii lui, Ghiță și Nicu (1883).
Monumentul dedicat eroilor al cărei autor este N. Kaghiorghis (1930), fiind localizat lângă Biserica Bradu de Sus. 

## Personalități
- BURCEA, Marinel - erou martir al Revoluției din 1989(1968, Com. Bradu - 23.XII.1989, Timișoara), militar în termen, împușcat în confruntările stradale, decedat în spital. Este înhumat la Broșteni-Costești, sublocotenent post-mortem.
- NEGOI, Bogdan - autor al studiului „Bradurile, o așezare argeșeană - monografie”, Pitești, 2007.